# Mercatale-Torre
Mercatale-Torre è un borgo sulle colline del Chianti a sud di Montevarchi e a ovest di Bucine, di cui è per entrambi frazione. È formata da due nuclei distinti: Mercatale Valdarno, il maggiore, e Torre, subito a nordest.

## Storia
L'attuale Mercatale Valdarno, che sorge sull'antico tracciato della via Cassia, è la moderna fusione abitativa di due comunità vicine ma distinte ovvero quella di Santa Reparata a Mercatale e quella di San Biagio alla Torre a Mercatale che infatti costituivano due parrocchie a sé.
Sotto la signoria dei Conti Guidi, Mercatale acquistò importanza dal 1208 quando il conte Guido Guerra V, nel creare il Viscontato della Val d'Ambra, accordò che vi risiedesse il podestà come chiesto dai costituenti dello Statuto della Val d'Ambra. Scelsero Mercatale per la sua posizione geograficamente parallela alla vicina Bucine dove invece risiedeva il visconte, così che, per garantire l'autonomia dei due poteri, il capo del governo, il podestà, e il capo dello stato, il visconte, sarebbero stati non lontani ma comunque separati. Ma la scelta di Mercatale fu dettata anche da un'altra ragione: al podestà sarebbe stato più facile amministrare la giustizia se si fosse stabilito nel punto più visitato e di più facile accesso del viscontato ossia il luogo del mercato. Mercato da cui la Torre di San Biagio e oggi la cittadina prendono il nome.
Questo fino "ai 25 d'ottobre dell'anno 1335 [quando] gli uomini della Torre di Santa Reparata erano convocati a parlamento sul mercatale della Torre medesima per fare i sindaci della dedizione "sperantes per Commune et populum civitatis Florentie defendi et in eorum iuribus augeri et manuteneri". Gli altri imitarono l'esempio: si che dentro il mese di novembre tutto il viscontado si trovava nel dominio di Firenze con quelle franchigie che erano più largamente promesse quanto la conquista era stata più agevole. Ma la dedizione de' popoli non era per anche assentita dai loro naturali signori: o per dir meglio rimaneva da acchetare con la moneta le baronali cupidigie; e ciò fece la Repubblica nel maggio e giugno del 1337 con acquistare da Guido, Giovanni e Francesco Alberti una porzione de' diritti sul viscontado e un'altra porzione da Pier Saccone e Tarlato dei Tarlati sborsando a ciascuna tremila ottocento fiorini".
Mercatale, a differenza di molti altri castelli vicini, sperimentò di meno il passaggio di armate e di eserciti, ma nel 1529 dovette soccombere alle forze del principe Filiberto d'Orange, viceré di Napoli, che marciava per assoggettare Montevarchi così come nel 1944 quando la 28ª Brigata dell'Esercito canadese la prese per andare a Montevarchi.

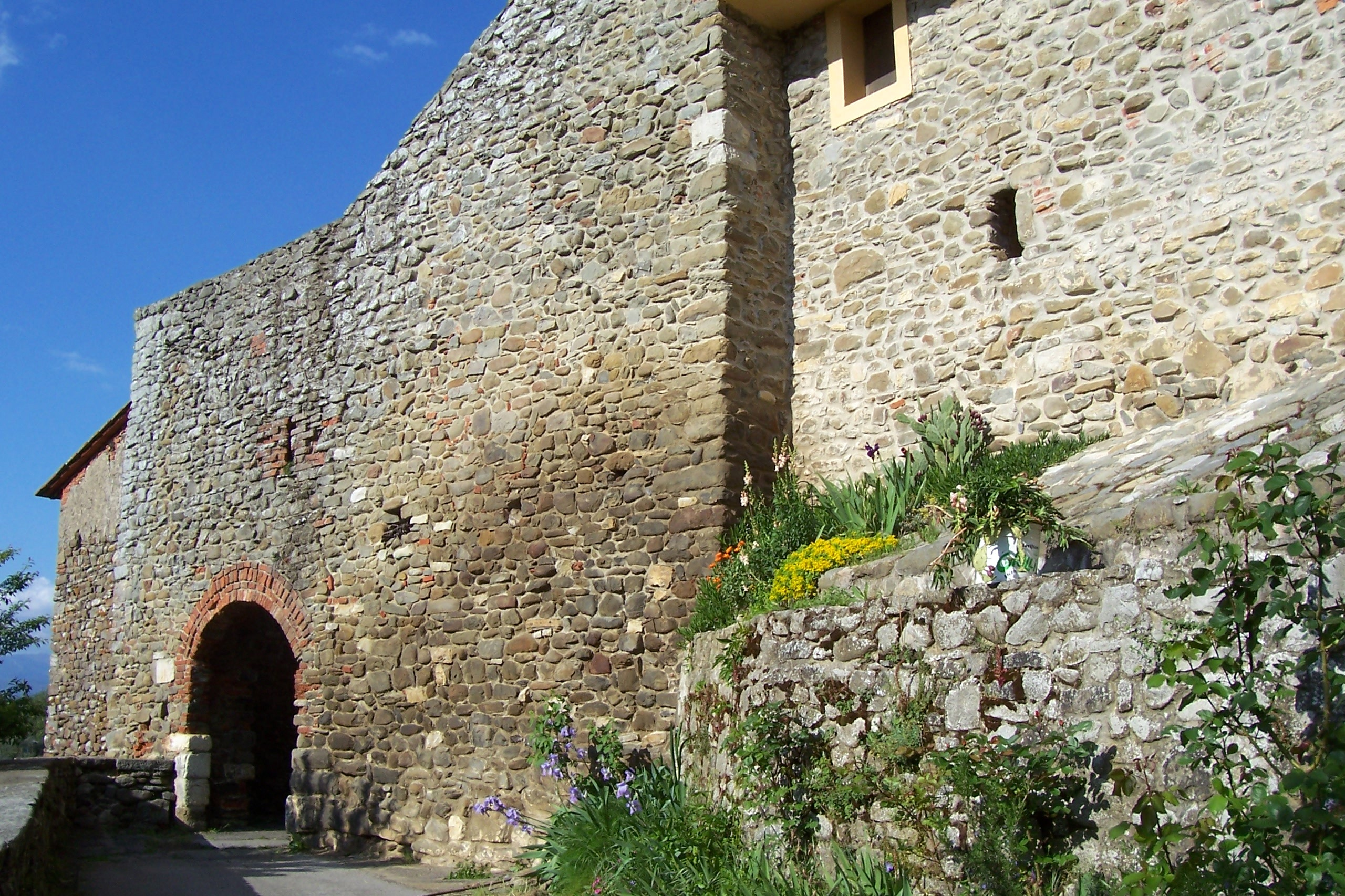
L'antico ingresso della cittadella fortificata di Torre San Biagio